# Partit de la Unió dels Turcmans Iraquians
Partit de la Unió dels Turcmans Iraquians (turc: "Irak Turkmen Birlik Partisi") és un partit turcman de l'Iraq.
Fou fundat per A. Gunes a la República del Nord de Xipre el 1992 amb el nom de Partit de la Unió Turcman (turc: "Turkmen Birlik Partisi"), i reorganitzat el 1995 quan es va unir al Partit de la Unitat i la Germanor sota el nom de Partit de la Unitat dels Turcmans (Hizb al-Wahda al-Turkoman), sent expulsat Gunes. Al segon congrés el 1996 va agafar el nom de Partit de Turkmeneli. Antics membres del partit de la Unió Turcman van fundar llavors el Partit de la Unió dels Turcmans Iraquians; el Dr. Sayf Din Damirchi és el seu secretari general. Està aliat al govern regional del Kurdistan Iraquià. El 2002 va integrar l'Associació Nacional Turcman.